# 米科山脈

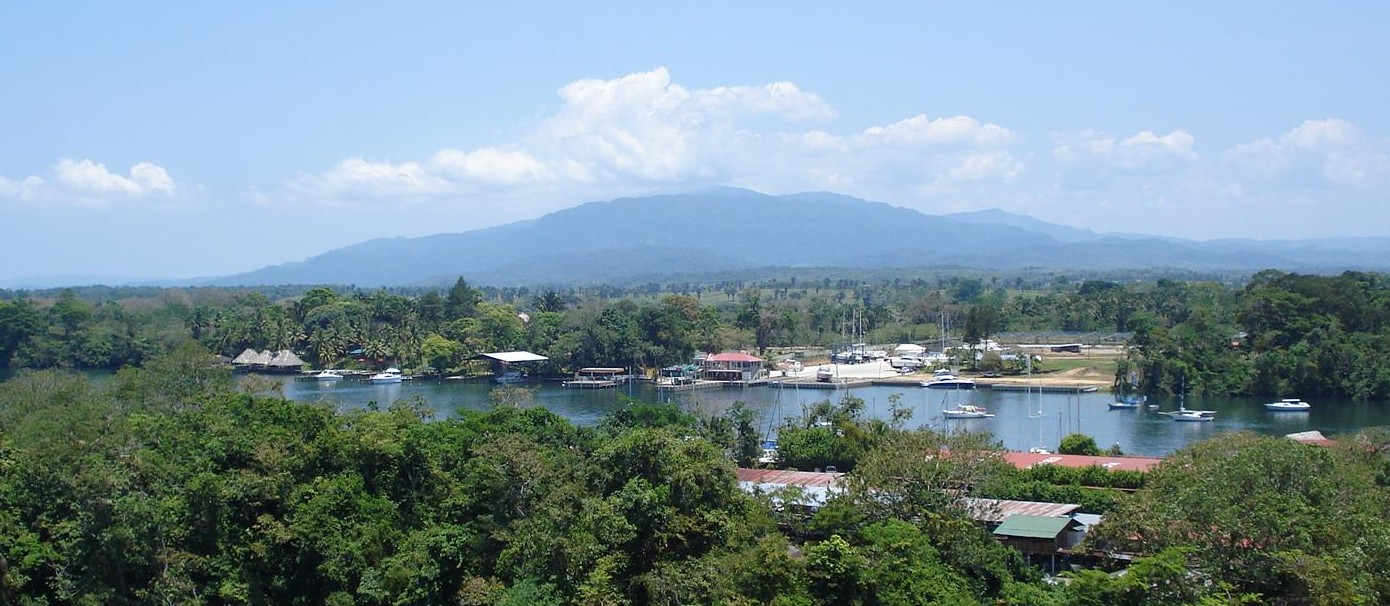

15°40′14″N 88°47′11″W / 15.670561°N 88.786311°W
米科山脈（西班牙語：Sierra del Mico），是危地馬拉的山脈，位於該國東部，由伊薩瓦爾省負責管轄，處於拉斯米納斯山脈東北面，全長約60公里，最高點海拔高度1,267米。